# Original Play
Original Play (deutsch „Ursprüngliches Spiel“) ist ein Spielkonzept, das in den 1970er Jahren von O. Fred Donaldson erfunden wurde. Das Konzept ist wissenschaftlich nicht anerkannt und umstritten.

## Organisation
Der Trägerverein International Foundation for Original Play wurde 2018 von Jolanta Graczykowska, der „einzigen autorisierten Vertreterin und Koordinatorin von Original Play für Europa seit 2002“, gegründet und als Non-Profit-Organisation in Polen registriert. In Österreich gibt es seit 2015 den Verein „Original Play Österreich – von Herzen spielen“. Verein und Stiftung bieten für Menschen, die mit Kindern arbeiten, aber auch „Interessierte“ Workshops, Seminare und Vorträge in mehreren Ländern Europas an.

### Logo
Das Logo wird aus zwei größeren blauen abstrakten Figuren und einer kleineren gebildet, die um ein rotes kleines Herz angeordnet und selbst spiralherzförmig ineinander verschlungen sind. Dazu gibt es noch Varianten, in welchen eine einzelne blaue Figur mit einem Herz abgebildet ist, die die jeweilige Nationalflaggen der Länderversion der Website tragen.

## Konzept
Erwachsene agieren „spielerisch“ mit nichtverwandten und -bekannten Jugendlichen und Kindern, aber auch laut Eigenangaben anderen Erwachsenen, in engem Körperkontakt vorzugsweise auf dem Boden: sich herumwälzen, aufeinander reiten, kuscheln oder anderweitig physisch aktiv werden. Die Initiative dazu soll laut Donaldson vom Kind bzw. Gegenüber des Original-Play-Spielleiters ausgehen. Kinder und Jugendliche können vom Spielleiter auch aktiv aufgefordert werden, mitzumachen und dann selbst entscheiden, ob sie teilnehmen wollen.
Donaldson unterscheidet „Original Play“ als ursprüngliches Spiel, in dem sich Erwachsene Kindern anpassen, von „cultural play“, das Kindern beigebracht werde, um sie an die Kultur der Erwachsenen anzupassen.

### Ziele
Das Konzept soll laut Eigenangabe Kindern, Jugendlichen und Erwachsenen (mit und ohne Beeinträchtigungen) helfen, instinktiv zu spielen, dabei friedlich Freude und Vertrauen zum Ausdruck zu bringen, statt um einen Sieg zu kämpfen, und ihren Körper genauer kennenzulernen. Durch Original Play solle ein psychologischer und physiologischer Prozess in Gang gesetzt werden, der eine Kombination aus kognitivem, emotionalem und sensorisch-motorischem Lernen ermögliche. So erlebe das Individuum eine Zugehörigkeit zur Gruppe ohne Angst und Konkurrenz.

### Spielleiter
Jeder kann sich gegen eine Gebühr als Spielleiter bewerben. Eine Prüfung auf Straffälligkeit oder anderweitige Auffälligkeiten findet nicht statt.

### Spielbeteiligte
Seinen eigenen Angaben zufolge hat Donaldson die Methode weltweit mit Kindern und Wildtieren angewandt. Auf der Homepage wird dazu ausgeführt: „Seine Spielgefährt*innen sind Kinder mit besonderen Bedürfnissen, Bandenmitglieder, Flüchtlinge und Straßenkinder, Gefängnisinsass*innen, Krebspatient*innen, Delfine, Wale, Löwen, Grizzlybären, Wölfe, Paviane und Schmetterlinge.“ Bild- und Filmnachweise zu Donaldsons Aktivitäten belegen jedoch nur ein Interagieren mit Kindern bis zu einem Alter der Frühpubertät.

## Methodik
Original Play wird auf ausgelegten Matten gespielt. Spielzeuge kommen nicht zum Einsatz, es wird nur körperlich agiert. Es gibt nur zwei Spielregeln:
- Die Teilnehmer werden vom Spielleiter eingeladen und sollen jedes Mal selbst entscheiden, ob sie auf die Matten kommen und ob bzw. wie sie in Kontakt treten.
- Zweimaliges Klatschen des Spielleiters bedeutet, dass die oft nur einige Sekunden oder wenige Minuten dauernde Spieleinheit zu Ende ist und die Teilnehmer wieder zurück an ihren Platz gehen.

Eine Spieleinheit dauert nach Vereinsangabe je nach Alter der Teilnehmer und Gruppengröße zwischen 30 und 60 Minuten. Benötigt werde dazu ein ca. 50 m² großer Raum und ca. 10 m² Turnmatten für die Spielfläche.

## Kritik
Die Kritik an Original Play betrifft:
- die bruchstückhafte Biographie Donaldsons, perpetuierte falsche Angaben über Expertise und Auszeichnungen, die aber von ihm nie öffentlich korrigiert wurden
- die fehlende pädagogische Evidenz des Verfahrens, deren Grundlagen und Erfolge sich hauptsächlich nur aus den Eigenangaben von Erfinder und Verein speisen
- die angegebene fehlende Kontrolle der Interessenten, die ohne Überprüfung gegen Gebühr zum Spielleiter ausgebildet werden, um anschließend ihnen unbekannten Kindern und Jugendlichen zugeführt zu werden, mit denen sie dann körperlich nah agieren

### Expertenurteile
- Die Diplom-Psychologin Fabienne Becker-Stoll, Leiterin des Staatsinstituts für Frühpädagogik, warnt vor Original Play.[7] Die Methode sei wissenschaftlich und entwicklungsbiologisch nicht fundiert und laufe Grundbedürfnissen von Kindern zuwider; ihre Einführung an manchen Einrichtungen sei fahrlässig und naiv. Gesund entwickelte Kinder suchten keinen Körperkontakt mit Fremden, und es sei klar, dass es in dieser Konstellation eine Dominanz der Erwachsenen gebe.[8] Original Play sei nicht nur in fachlicher Hinsicht grober Unfug und entbehre jeder wissenschaftlichen Grundlage, sondern sehe für sie auch aus wie eine Einladung für Pädophile.[9]

- Der Bildungswissenschaftler Wilfried Datler bezeichnet es als problematisch, dass vermittelt werde, dass es wünschenswert sei, innerhalb kürzester Zeit mit zunächst fremden Personen in solch einen intimen Kontakt zu kommen. Körperbetontes Spiel sei wichtig, aber mit Vertrauenspersonen wie den Eltern.

- Die Psychologin Michaela Huber hält Buch und Methode Donaldsons für höchst unwissenschaftlich. Eine im Buch beschriebene Szene erinnere sie an pädokriminelle Videos. Das, was da propagiert werde, sei nahe an Pädophilie und werbe dafür, dass Kinder keine Grenzen haben sollen.[10]

- Laut dem Kinderpsychiater Karl Heinz Brisch werde durch Original Play im schlimmsten Fall „pädokriminellen“ Männern und Frauen der Zugang zu Kitas ermöglicht.[11] In verschiedenen Medien wird Original Play als eine „Einladung“ zum sexuellen Missbrauch von Kindern gesehen und mit Pädophilie in Verbindung gebracht.[12][13][14][15]

- Der österreichische Pädagoge und Psychologe Josef Christian Aigner möchte die Methode oder Gruppe nicht verteidigen, hält aber schwerwiegende Vorverurteilungen des Vereins für überzogen. Vor allem bemängelt er an der Diskussion, dass Männer in pädagogischen Berufen mit Kindern und pädagogisch beabsichtigter Körperkontakt pauschal mitverdächtigt und vorverurteilt würden.[16]

- Susanne Viernickel, die an der Universität Leipzig das Fach Pädagogik der frühen Kindheit lehrt, lehnt Körperkontakt von Kindern mit Fremden, die keine Bezugspersonen wie Eltern und Erzieher sind, ab. Sie äußerte: „Diese Methode suggeriert Kindern: Es ist okay, wenn fremde Personen Körperkontakt bei ihnen suchen.“

## Folgen

### Verbote vonOriginal Play
- In Niederösterreich wurde auf Weisung der Landesrätin Christiane Teschl-Hofmeister ein vorläufiges Verbot erlassen, solche Angebote in Bildungseinrichtungen zu praktizieren; auch die Stadt Wien empfiehlt Schulen und Kindergärten, auf die Zusammenarbeit mit Original Play bis auf Weiteres zu verzichten. Ebenso stellte der Verein Österreichische Kinderfreunde vorerst die Kooperation mit Original Play ein.[17] Damit entsprechen sie einer Verbotsforderung des Kinderpsychiaters Karl Heinz Brisch.[18]

- Im Oktober 2019 verbot das Bundesland Brandenburg das Durchführen von Original Play in Kindertagesstätten des Landes.[19] Zuvor hatte auch Berlin ein solches Verbot beschlossen.[20] Auch in Rheinland-Pfalz wurde die Ausführung von Original Play an Kindertagesstätten des Landes im Oktober 2019 mit einem Verbot belegt.[21]

- Die Evangelische Kirche in Deutschland hat die Ausübung von Original Play an kircheneigenen Kindertagesstätten Ende Oktober 2019 abgelehnt.[14]

- Mitte November 2019 haben auch Bayern und Bremen die Durchführung von Original Play in Kindergärten und Kindertagesstätten untersagt.[22][23]

- In einem Artikel auf Spiegel Online wurden im November 2019 zusätzliche Überlegungen und Argumente pro und contra angeführt. Die Sozialbehörde in Hamburg riet von einer Anwendung von Original Play ausdrücklich ab und der Kinderschutzbund tritt für ein bundesweites Verbot von Original Play in Deutschland ein.

- Steve Heitzer musste im Oktober 2019 nach Protesten ein Original-Play-Seminar absagen, das er im November 2019 als Kooperationspartner des Veranstalters CORDAT im bayerischen Regensburg durchführen wollte.[24]

### Kritik am Verbot vonOriginal Play
- Der Wirtschaftsredakteur András Szigetvari äußerte am 7. November 2019 in einem Kommentar in der österreichischen Tageszeitung Der Standard, dass er das bundesweite Verbot der Bildungsministerin Iris Rauskala für „Bundesschulen, weiter mit diesem Verein zusammenzuarbeiten“ für „plausibel vertretbar“ halte, „schließlich haben bisher weder der Verein noch irgendein namhafter Entwicklungspsychologe schlüssig und auf Basis wissenschaftlicher Arbeiten erklärt, welchen einzigartigen pädagogische Mehrwert Original Play hat.“ Er kritisierte allerdings, dass „der Eindruck erweckt“ werde, „Original Play ziehe lauter Pädophile an, denen es leicht gemacht wird, Kinder zu missbrauchen“, was „sich kein unbescholtener Mensch gefallen lassen“ müsse, und nannte das eine „maßlose Debatte“.[25]

- Der Titel eines Kommentars von Heike Klovert im Bildungsressort von Spiegel Online[26] lautet: Warum es falsch ist, Original Play zu verbieten. Klovert führte aus: „Kinder sollen sich geborgen fühlen. Und gleichzeitig sollen sie lernen, dass sie selbst bestimmen dürfen, ob sie Körperkontakt möchten. Die Trainer, die Original Play einsetzen, wollen ihnen genau das vermitteln.“[27]

### Reaktion des Vereins
In einer vom Verein initiierten Pressekonferenz wurden einige österreichische Medienhäuser am 13. November 2019 zu einem Gedankenaustausch eingeladen.

## Auszeichnungen
- 2019: Goldenes Brett vorm Kopf (Nominierung)[29]